# 科尔施瓦尔茨
科尔施瓦尔茨是奥地利施蒂利亚州沃茨伯格县的一个市镇。总面积15.95平方公里，总人口754人，人口密度47.3人/平方公里（2005年）。